# QF 12ポンド 12cwt高射砲
QF 12ポンド 12cwt高射砲（英語: 12 pounder 12 cwt anti-aircraft gun）は、QF 12ポンド 12cwt艦砲に高仰角砲架・装弾板・砲身上部のばね式復座機・高角照準器を追加する改修を行い、イギリスが第一次世界大戦で運用した高射砲。多くの書き手は一般的に本砲に言及する際に｢12ポンド高射砲｣の呼称を用いる。名称の｢12cwt｣とは砲身と砲尾の合計重量（1cwt = 1ハンドレッドウェイト = 112ポンド、12cwt = 1,344ポンド）に由来し、他の｢12ポンド｣と呼称される砲と区別するために用いる。

## 歴史
第一次世界大戦が勃発した時点でイギリスは高射砲を1門も有していなかったが、イギリス軍内部でこのことを問題視する動きはほとんど無かった。しかしながら1914年にドイツがベルギー及びフランス北部を占領すると航空攻撃に直面する危険性が生じたため、イギリスではQF 12ポンド 12cwt艦砲を含む中口径砲に高角砲架を付与して数種類の高射砲を開発した。この時点で12ポンド艦砲が有していたのは｢Separate loading QF（分離装薬式、速射）｣と呼ばれる分離装薬式の弾薬であった。これは雷管を装着した真鍮製の薬莢に装薬が入っており装填準備ができているものの、弾丸と薬莢は別々に装填する形式のものである。高射砲として運用するために弾丸を薬莢に装着した状態の改修QF弾が急いで開発され、装填速度は多少改善された。

## 戦歴
イギリス本土防空任務において本砲は通常砲身の上部に復座機を付加し、7フィート（2.1m）×5フィート（1.5m）の2輪式移動台車に載せられた高角砲架を用いていた。射撃時には台車の4隅にある安定脚を下ろし、4本のロッドを地面に下ろすことで台車を持ち上げて車輪を地面から浮き上がり、車輪を台車から外した後にロッドを下げて台車と地面を設置させることで設置が完了する。
本砲はまた造船所のような重要な目標の防空のために固定砲床を用いて運用されることもあった。
本砲は高射砲として専用に開発されたQF 3インチ 20cwt高射砲よりもはるかに軽量であったにもかかわらず、高射砲としては射程と弾量が不足していた。このため、3インチ高射砲は地上及び艦上における重高射砲として1914年から1937年まで運用されることとなった。一方で本砲は軽高射砲としてもはるかに軽量なQF 13ポンド 9cwt高射砲よりも性能面で多少優れている程度であることが判明した。以下の表は本砲、3インチ高射砲、13ポンド 9cwt高射砲の性能を比較したものである
| 砲の種類             | 初速(ft/s) | 弾量(lb) | 到達所要時間(s) (5,000ft、 射角25°) | 到達所要時間(s) (10,000ft、 射角40°) | 到達所要時間(s) (15,000ft、 射角55°) | 最大到達高度(ft) |
| 13ポンド 9cwt高射砲  | 1990       | 12.5     | 10.1                                | 15.5                                 | 22.1                                 | 19,000           |
| 12ポンド 12cwt高射砲 | 2200       | 12.5     | 9.1                                 | 14.1                                 | 19.1                                 | 20,000           |
| 3インチ高射砲(1914)  | 2500       | 12.5     | 8.3                                 | 12.6                                 | 16.3                                 | 23,500           |
| 3インチ高射砲(1916)  | 2000       | 16       | 9.2                                 | 13.7                                 | 18.8                                 | 22,000           |

第一次大戦の終結時点で36門の本砲がイギリス本土防空任務に就いており、10門が西部戦線に配備されていた。メソポタミア作戦では2門が使用されたが、同地では主に艀に搭載して運用された。また本砲は平射と高射が共に可能であったために、イギリス海軍では小型の艦艇の搭載砲として第二次世界大戦まで使用されていた。
本砲の原型となったQF 12ポンド 12cwt艦砲は日本にも輸出された。大日本帝国海軍は艦載用の小口径平射砲としてエルズウィック・パターンN及びヴィッカース・マークZを輸入し、四〇口径四一式八糎平射砲としてライセンス生産した。12ポンド艦砲を改修して高射砲を開発したイギリスと同じく日本でも八センチ平射砲の仰角を75°まで増大する改修を行い、これを基にして四〇口径三年式八糎高角砲を制式化している。

## 弾薬
|                                                     |                                        |
| Mk.II及びMk.III薬莢(1914年)。原型は分離装薬式QF弾。 | Mk.IV コモン・リッダイト対空弾(1914年) |

## 現存する本砲
- 王立砲兵博物館（イギリス、ロンドン）- Mk.V型を展示。
- ニュージーランド陸軍博物館（ニュージーランド、ワイオウル）- 沿岸砲型を展示。